# Amos
| Zwölfprophetenbuch des Tanach                                                                            |
| --- |
| - Hosea - Joel - Amos - Obadja - Jona - Micha - Nahum - Habakuk - Zefanja - Haggai - Sacharja - Maleachi |
| Namen nach dem ÖVBE                                                                                      |

| Bücher des Alten Testaments |
| --- |
| Pentateuch |
| - Genesis (1. Mose) - Exodus (2. Mose) - Levitikus (3. Mose) - Numeri (4. Mose) - Deuteronomium (5. Mose) |
| Geschichtsbücher |
| - Josua - Richter - Rut - 1. Samuel - 2. Samuel - 1. Könige - 2. Könige - 1. Chronik - 2. Chronik - Esra - Nehemia - Tobit (Tobias) - Judit - Ester + Zusätze - 1. Makkabäer - 2. Makkabäer                                                                        |
| Lehrbücher |
| - Ijob (Hiob) - Psalmen - Sprichwörter (Sprüche Salomos) - Kohelet (Prediger Salomo) - Hoheslied - Weisheit Salomos - Jesus Sirach |
| Propheten |
| „Große“ - Jesaja - Jeremia - Klagelieder Jeremias - Baruch mit Brief des Jeremia - Ezechiel (Hesekiel) - Daniel (+ Zusätze) „Kleine“ (Zwölfprophetenbuch) - Hosea - Joel - Amos - Obadja - Jona - Micha - Nahum - Habakuk - Zefanja - Haggai - Sacharja - Maleachi |
| - Namen nach dem ÖVBE, konsequent angewandt z. B. in der Einheitsübersetzung - Eingeklammerte Namen: ältere protestantische Tradition, als Ausnahme (neben ÖVBE) in der Lutherbibel - Kursiv: Deuterokanonische Schriften                                          |

Amos (hebräisch עָמוֹס [a'mos], altgriechisch Αμως) war ein sozialkritischer Prophet aus dem Südreich Juda, der im 8. Jahrhundert v. Chr. im Nordreich Israel wirkte. Das ihm zugeschriebene Buch gehört zum Zwölfprophetenbuch im Tanach, der hebräischen Bibel. Amos ist der erste der Propheten, dessen Worte aufgezeichnet und in Buchform überliefert wurden (Schriftprophetie).

## Entstehung
Laut Amos 1,1  wirkte der Prophet während der Regierungszeit zweier Könige: von Usija, der das Südreich Juda von 767 bis 740 v. Chr. regierte, und Jerobeam II., der das Nordreich Israel von 781 bis 742 v. Chr. beherrschte. Die zusätzliche Angabe eines Erdbebens datiert man auf 763 v. Chr.
Amos wirkte wahrscheinlich in der zweiten Regierungshälfte Jerobeams II., also 760–750 v. Chr. Er trat gegen die Korruption der Richter und Priester und die Ausbeutung der Landbevölkerung durch den Königshof und die Oberschicht von Samaria auf. Er gehört mit Hosea, Micha, Obadja und dem ersten Jesaja in die Zeit des 8. Jahrhunderts v. Chr., als sich eine tiefe politische Krise und Gefährdung der staatlichen Gebilde Israels durch die neue Großmacht Assyrien abzeichnete. Die Assyrer hatten die Aramäer und deren Hauptstadt Damaskus schon unterworfen, unternahmen aber zunächst keine weiteren Versuche, ihren Machtbereich auszudehnen. So konnte das Nordreich unter Jerobeam II. eine Blütezeit erleben.
Da es die Handelswege zwischen Assur und Ägypten kontrollierte, nahm das Land einen wirtschaftlichen Aufschwung. Diesen versuchte Jerobeam II. offenbar zum Ausbau seiner Macht und seines Verwaltungsapparats zu nutzen. Dazu erlegte er der Landbevölkerung hohe Abgaben auf und eignete dem Königshof zunehmend Ländereien an, die zuvor freien unabhängigen Bauern gehört hatten. Das Bevölkerungswachstum beschleunigte die Entwicklung zu einer sozial zerklüfteten Gesellschaft. Nur eine Minderheit hatte Anteil am Wohlstand, der auf Kosten vor allem von Kleinbauern (dallim) ging, die sich verschulden mussten und dann ihr Land und somit ihre Existenzgrundlage verloren.
Zudem hatte die Urbanisierung zunehmend die bisherigen Sippen- und Stammesstrukturen abgelöst: Die ehemals selbstständigen, nun verarmten und landlosen Kleinbauern mussten als Landarbeiter für Großgrundbesitzer und städtische Oberschicht arbeiten. Zu ihr gehörte neben der Königsfamilie vor allem das Priestertum.
Auf diese Klassengesellschaft bezog sich die scharfe Kritik der von den Kultorten unabhängigen Prophetie des Amos und späterer Propheten.

## Herkunft des Propheten
Amos war nach Am 1,1  und 7,14  Vieh- und Maulbeerfeigenbaumzüchter. Seine Predigten kritisieren besonders das Verhalten von Großgrundbesitzern gegen abhängig arbeitende Arme. Meistens waren die Predigten gegen Verschwendung, Betrug, Heuchelei, Bestechung, Ungerechtigkeit und Unterdrückung gegenüber den Armen gerichtet.
Amos ist der erste Prophet, dessen Berufung schriftlich überliefert ist: Er selbst berichtet, er habe bei dem Dorf Tekoa (Khirbet et-Teqūʿ, 20 km südlich von Jerusalem) in der benachbarten Wüste Juda Schafe gehütet, als JHWH ihn von dort „genommen“ und beauftragt habe, im Nordreich Israel sein Wort zu verkünden. Er war also keiner der dort amtierenden Hofpropheten, mit denen er dann in Konflikt geriet, und auch keiner nordisraelischen Opposition verbunden, sondern stand ihnen schon seiner Herkunft nach distanziert gegenüber. Manche Exegeten vermuten jedoch, Tekoa habe in Galiläa gelegen, da Amos die nordisraelitische Kultpraxis besser kannte, als die Exegeten es einem Schafhirten aus dem Südreich Juda zutrauen.
Unabhängig von der Frage seiner Herkunft richtete sich seine Verkündigung jedoch von vornherein an ganz Israel, gegen seinen Kult und seine sozialen Verhältnisse. Denn „Israel“ stand auch nach der Reichsteilung weiterhin für die Gesamtheit des erwählten Volkes aller Israeliten.

## Aufbau des Buches
Das Buch Amos ist überschaubar und verglichen mit anderen Prophetenbüchern besonders klar gegliedert:
- Am 1f EU: Acht Gerichtsworte an Israels Nachbarvölker und Israel (Völkerspruchzyklus)
- Am 3,1–6,14 EU: Gerichtsworte an Israel (und Am 8,4–14 EU)
- Am 7,1–9,10 EU: Ich-Berichte von Visionen; darin eingeschoben (Am 7,10–17 EU) die Begegnung zwischen Amos und dem königstreuen, herrschaftsnahen Priester Amasja sowie diverse Nachträge
- Am 9,11–15 EU: Exilischer Anhang: Heilswort für Israel vom Wiederaufbau der zerfallenen Hütte Davids.

### Kapitel 1 und 2: Gerichtsworte an die Völker
Die Gerichtsworte an die Nachbarvölker betreffen Damaskus (Aram) und das Königshaus Hasaels, Gaza, Tyrus, die Edomiter, Ammoniter, Moabiter und das Südreich Juda. Sie sind alle gleich aufgebaut und ergeben zusammen eine Art Gedicht. Jedes einzelne Gerichtswort besteht aus:
1. einleitender Botenspruchformel
2. Unwiderruflichkeitserklärung
3. Anklage/Schuldaufweis
4. Strafankündigung
5. abschließender Botenformel.

Beispielsweise Am 2,1–3 :
1. Einleitende Botenspruchformel: So spricht der Herr:
2. Unwiderruflichkeitserklärung: Wegen der drei Verbrechen, die Moab beging, wegen der vier nehme ich es nicht zurück:
3. Anklage/Schuldaufweis: Weil Moab die Gebeine des Königs von Edom zu Kalk verbrannte,
4. Strafankündigung: darum schicke ich Feuer gegen Moab; es frißt die Paläste von Kerijot, und Moab geht im Getümmel zugrunde, beim Kriegsgeschrei, beim Schall der Hörner. Ich vernichte in Moab den Herrscher und erschlage zusammen mit ihm alle seine Großen,
5. Abschließende Botenformel: spricht der Herr.

Es fällt auf, dass die Moabiter nicht wegen eines Vergehens gegen Israel, sondern gegen die Edomiter gerichtet werden sollen: JHWH ist für Amos Herr der Geschichte aller Völker und gebietet auch ihnen Recht, das heute Völkerrecht genannt wird.
Die drei Strophen gegen Tyrus, Edom und Juda wurden erst in der Exilszeit eingefügt. Somit bestand der Völkerspruchzyklus ursprünglich aus fünf Strophen. Der abschließende längere Spruch gegen Israel ist eine Art vorangestellte Zusammenfassung der folgenden ausführlichen Kult- und Sozialkritik gegen das Nordreich:

„Ich werde sie nicht schonen, weil sie die Unschuldigen für Geld und die Armen für ein Paar Schuhe verkaufen. […] Und bei allen Altären schlemmen sie auf den gepfändeten Kleidern und trinken Wein vom Geld der Bestraften im Haus ihres Gottes […]“

Die daraus folgende Gerichtsankündigung nimmt auf das einleitend erwähnte Erdbeben Bezug und kündet eine vernichtende Fremdmacht an, der niemand der wehrfähigen Israeliten entfliehen werde.

### Kapitel 3–6: Hauptteil
Der Hauptteil Am 3–6 wird mit einer in der Bibel einzigartigen Haftbarmachung eröffnet:

„Aus allen Generationen der Erde habe ich euch allein erkannt, darum werde ich auch an euch heimsuchen alle eure Sünden.“

Israels Erwählung im Exodus aus Ägypten ist kein Vorzug unter den Völkern und keine Heilsgarantie, sondern begründet Gottes Strafgericht gerade an ihm. Diese Zentralaussage, die die als Heilsgarantie missverstandene Erwählungssicherheit angreift, greift der ursprüngliche Schluss des Amosbuchs (Am 9,7–10 ) wieder auf:

„Habe ich nicht Israel aus Ägyptenland geführt und ebenso die Philister aus Kaphtor und die Aramäer aus Kir? Siehe, Gottes Augen sehen auf das verdorbene Königreich, damit ich es vom Erdboden vertilge […]. Alle Sünder meines Volkes, die da sagen, ‚es wird das Unheil nicht so nahe sein noch uns begegnen‘, sollen durch das Schwert sterben.“

In rhetorischen Fragen deutet Am 3,3–8  die Berufungserfahrung des Amos an, die ihn nötigte, Gottes Wort zu verkünden: Der Löwe brüllt, wer sollte da nicht fürchten? JHWH redet, wer sollte da nicht prophezeien? Darauf folgt die große Anklagerede gegen die Oberschicht in Samaria (Am 3–4). Die Ausländer sollen das Unrecht bezeugen, das in Israel geschieht (Am 3,10 ): Sie sammeln Schätze von Frevel und Raub in ihren Palästen. Die kommende Bedrängnis werde sowohl die Kultorte – genannt wird Bethel, später auch Gilgal, Be’er Scheva, Dan – als auch die Winter- und Sommerresidenzen der Königsfamilie zerstören (Am 3,14 ). Er greift die reichen Frauen, die sich von Sklaven bedienen lassen und diese schinden, als „fette Kühe“ an (Am 4,1 ): Sie würden an Haken wie Fischköder deportiert werden (Am 4,1 ). Ironisch fordert er das Volk auf, noch mehr Opfer darzubringen und so Schuld auf sich zu häufen. Denn in all dem frommen Treiben habe es Gottes unübersehbare Warnungen – Hunger, Dürre, Missernten, Pest, Kriegsniederlagen – missachtet: „Dennoch kehrt ihr nicht um zu mir!“
Daher solle es sich auf die Begegnung mit dem Schöpfer der Elemente gefasst machen, den Amos JHWH Zebaot nennt.

## Theologie des Buches Amos

### Kultkritik und Sozialkritik
Die manchmal zu findende exegetische Einteilung der Worte Amos’ in kultkritische und sozialkritische kann also nur eine Operante sein, ist es doch das dem ganzen Volke Israel von JHWH gegebene Land, für das als Erfüllung der Väterverheißungen in den Kultfeiern gedankt wird – an Kultorten, die als die Symbole der Landnahme und Landgabe als vollzogene Heilsgeschichte gelten und an denen zudem gemäß alter israelitischer Überlieferung JHWH besonders gegenwärtig war: Wurde JHWH doch kein „transzendentaler“ Gott im Himmel, sondern als eine alles durchwirkende und so an heiligen Stätten nahezu personal gegenwärtige Macht vorgestellt (Das gleiche Lexem miqdasch  steht für das konkrete Heiligtum und die abstrakte Heiligkeit JHWH, so wie es auch gänzlich unproblematisch war, wenn JHWH in der ersten Prophezeiung neben dem Altar in Bethel erschien).
Daher scheint es für Amos auch der größte Frevel gewesen zu sein, dass jene, die JHWHs Gebote und die ihnen auferlegte Verpflichtungen missachteten, die ihre Volksgenossen in die Armut oder Versklavung trieben, indem sie ihnen ihr Land nahmen, sich in Bet-El und an anderen Kultstätten trafen, um JHWH für das dem Volke gegebene Land feierlich zu danken.
Dabei traten die Kritisierten nicht etwa heuchlerisch an den Heiligtümern JHWH gegenüber, sondern feierten vielmehr ein längst zum hohlen Ritus verkommenes Fest, in dem der innere Widerspruch schon nicht mehr erfahrbar war. Auch Bet-El, von dem aus sich das „schwärende Unheil“ (awän) über das Land ausbreitete, stand daher letztlich beispielhaft für verderbten Kult.
So zeigt diese Position des Amos, dass es weder um eine Kritik des Kultes als solchem, noch um eine Demokratisierung des israelitischen Staatengefüges geht. (Es blieb beispielsweise dem König in seiner besonderen Machtposition auch eine besondere Verantwortung erhalten, auf die hin er von JHWH zur Rechenschaft gezogen wurde). Amos kritisiert vielmehr das Vergehen an den in Erwählung, Verheißung und Landgabe liegenden Verpflichtungen, das als „frevlerische (bewusste) Auflehnung“ (päscha) gegen JHWH verstanden werden musste und so den geschauten Untergang des Volkes Israel als Strafe Gottes (oder zumindest als Aufkündigung der Exklusivität der Stellung Israels) erklärte.

### Theologische Schwerpunkte
Die Prophetie des Amosbuches ist die Botschaft vom kommenden Gott, der die von ihm „gegründete“ Gesellschaft retten will – durch Umkehr oder Gericht. Sein Ziel ist, dass die Menschen die Gaben der Erde und den Ertrag ihrer Arbeit in messianischem Frieden gemeinsam genießen können. So entscheidet sich die Wahrheit des biblischen Gottes an der Wahrheit des gesellschaftlichen Zusammenlebens. Darum hält das Amosbuch in Kritik und Vision die Utopie der biblisch bezeugten Anfänge Israels fest. Denn die Verwirklichung von Recht und Gerechtigkeit ist gelebter Gottesbund.

### Einzelmotive
- Israel (2,4f EU) und Juda (2,6–8 EU) werden wegen kultischer Vergehen verurteilt, die anderen Völker (1,3–2,3 EU) jedoch wegen Dingen, die heute unter Kriegsverbrechen zählen würden und die nicht spezifisch gegen Israel oder Juda gerichtet waren, beispielsweise: „So spricht der Herr: […] Weil sie in Gilead die schwangeren Frauen aufschlitzten, als sie ihr Gebiet erweitern wollten, darum lege ich Feuer an die Mauern von Rabba; es frisst seine Paläste […] ‚Ihr König muss in die Verbannung, er und alle seine Großen‘, spricht der Herr.“ (Am 1,13–15 EU)
- Amos beruft sich auf die Glaubenstradition Israels. Gott wird von ihm hauptsächlich als JHWH, JHWH der Herr und JHWH Zebaot bezeichnet.
- Das Buch enthält eine Drohung Gottes, wonach er „das Land am helllichten Tage finster werden lassen“ wolle (8,9 EU). Zu Lebzeiten von Amos ereignete sich im Jahre 763 v. Chr. die so genannte Assyrische Sonnenfinsternis, die für die Datierung der Ereignisse des Alten Orients von großer Bedeutung ist; sie war auch in Israel nahezu total.

## Wirkung
Die Wirkungsweite der Prophezeiungen erstreckte sich von Dan über Bet-El als Mitte Israels bis Be’er Scheva. Besonders intensivem heimsuchenden Wirken JHWH sah Amos Bet-El und (weniger bedeutend) Gilgal ausgesetzt. In einem zweiten Kreis wurde dann Be’er Scheva (das judäisch war) und Dan genannt. Einzig Jerusalem schien unter den größeren Heiligtümern des Volkes nicht ausdrücklich bedacht worden zu sein.
Amos trat der Überlieferung nach nur in der Nordreich-Hauptstadt Samaria und danach im Nationalheiligtum Bet-El auf, bevor er, vom Oberpriester Amazija dem König Jerobeam II. angezeigt, wieder nach Juda verschwand und anscheinend seine Geschichte aufschrieb. Dieser Weg des Amos von Norden nach Süden spräche für die Annahme, Amos komme aus Galiläa (K. Koch).
Während seines öffentlichen und überlieferten Auftretens grenzte Amos sich mehrfach von den Berufspropheten der Kultstätten ab, die mit ihrer Tätigkeit ihren Lebensunterhalt zu bestreiten hatten. Ein solcher nabi – oftmals waren mehrere in Gruppen oder einer kultischen Institution zusammengeschlossen – war zur Prophetie wirtschaftlich gezwungen. Amos hingegen bezeichnete sich als chosä, als einen von JHWH berufenen Seher mit anderweitig gesichertem Lebensunterhalt.

## Überlieferung
Das Buch wurde in den Generationen nach Amos’ Auftreten – eventuell mehrfach – überarbeitet. Ursprüngliche Worte des Amos werden am ehesten in den kurzen Einzelworten in Am 3–6  angenommen. Aber auch für Visionen in Am 7–9 (insbesondere die ersten vier) wird nach wie vor ein Zusammenhang mit dem historischen Amos für möglich gehalten.
722 v. Chr. wurde das Nordreich Israel von den Assyrern zerstört: Sie verschleppten große Teile der Bevölkerung. Andere Gruppen flohen aus dem Nordreich ins benachbarte Juda und nach Jerusalem. Sie nahmen vermutlich die aufgeschriebenen Worte des Amos mit und überlieferten sie in Juda weiter, wo sie auf die Theologie der dort entstehenden Bücher des Alten Testaments wirkten, weshalb sich auch noch nachfolgende Generationen durch Amos Worte an den Bund Gottes mit Israel und seine Gerechtigkeit gemahnt sahen.

### Einführung
- Klaus Limburg: Amos. In: Biographisch-Bibliographisches Kirchenlexikon (BBKL). Band 30, Bautz, Nordhausen 2009, ISBN 978-3-88309-478-6, Sp. 31–33 (Artikel/Artikelanfang im Internet-Archive).
- Ludwig Markert: Artikel Amos/Amosbuch. In: Theologische Realenzyklopädie. 2 (1978), S. 471–487.
- Bruce E. Willoughby: Amos, Book of. In: Anchor Bible Dictionary (ABD). Band 1, Doubleday, New York / London 1992, ISBN 0-385-19351-3, S. 203–212.
- Erich Zenger: Das Buch Amos. In: Ders.: Einleitung in das Alte Testament. 5. Auflage. W. Kohlhammer, Stuttgart 1995, ISBN 3-17-018332-X, S. 533–543.

### Kommentare
- Rainer Kessler: Amos (= Internationaler Exegetischer Kommentar zum Alten Testament, IEKAT). Kohlhammer, Stuttgart 2021, ISBN 978-3-17-022420-9.
- Jörg Jeremias: Der Prophet Amos (= Das Alte Testament Deutsch. 24,2). 3., veränderte Auflage. Vandenhoeck  Ruprecht, Göttingen 2013, ISBN 978-3-525-51226-5.
- Claudia Sticher: Gerechtigkeit wie ein nie versiegender Bach, das Buch Amos. kbw, Bibelwerk, Stuttgart 2012, ISBN 3-460-32125-3.
- Hans Walter Wolff: Dodekapropheton. Band 2: Joel und Amos (= Biblischer Kommentar Altes Testament. 14). 4. Auflage. Neukirchener Verlag, Neukirchen-Vluyn 2004, ISBN 3-7887-2026-3 (wiss. Kommentar).
- Ulrich Dahmen, Gunther Fleischer: Die Bücher Joel und Amos (= Neuer Stuttgarter Kommentar 23,2). Verlag Kath. Bibelwerk, Stuttgart 2001, ISBN 3-460-07232-6.
- Richard James Coggins: Joel and Amos. New Century Bible Commentary. Academic Press, Sheffield 2000, ISBN 1-84127-095-4.

### Bibliographien
- Watson E. Mills: Amos, Obadiah. Bibliographies for biblical research, Old Testament series 21b. Mellen Biblical Press, Lewiston NY u. a. 2002, ISBN 0-7734-2514-4 (Bibliographie zu Amos).
- Henry O. Thompson: The Book of Amos. An Annotated Bibliography. ATLA Bibliographies 42. Scarecrow Press, Lanham, Md. 1997, ISBN 0-8108-3274-7.

### Einzelstudien
- Jörg Jeremias: Hosea und Amos. Studien zu den Anfängen des Dodekapropheton (= Forschungen zum Alten Testament 13). Mohr, Tübingen 1996, ISBN 3-16-146477-X.
- Hartmut Gese: Komposition bei Amos. In: Alttestamentliche Studien. Tübingen 1991, ISBN 3-16-145699-8, S. 94–115.
- Aaron Schart: Die Entstehung des Zwölfprophetenbuchs. Neubearbeitungen von Amos im Rahmen schriftenübergreifender Redaktionsprozesse (= BZAW 260). de Gruyter, Berlin u. a. 1998, ISBN 3-11-016078-1.
- Aaron W. Park: The Book of Amos as Composed and Read in Antiquity. Studies in Biblical Literature 37. Lang, New York u. a. 2001, ISBN 0-8204-5244-0.
- Volkmar Fritz: Die Fremdvölkersprüche des Amos. In: Vetus Testamentum. Brill, Köln/Leiden 37.1987,1,26-38 ISSN 0042-4935.

### Belletristik
- Hermann Koch (Religionspädagoge): Wenn der Löwe brüllt. Die Geschichte von Amos, dem Mann, der kein Prophet sein wollte. Stuttgart 1966.